# بيرناردينو دي مندوزا
بيرناردينو دي مندوزا (بالإسبانية: Bernardino de Mendoza)‏ هو عسكري إسباني، ولد في 1501 في وادي الحجارة في إسبانيا، وتوفي في 1557 في سانت كونتين في فرنسا.